# Distretto di Hechuan
Il distretto di Hechuan (cinese semplificato: 合川区; cinese tradizionale: 合川區; mandarino pinyin: Héchuān Qū) è un distretto di Chongqing. Ha una superficie di 2.356,21 km² e una popolazione di 1.530.000 abitanti al 2006.